# Hemlös räv

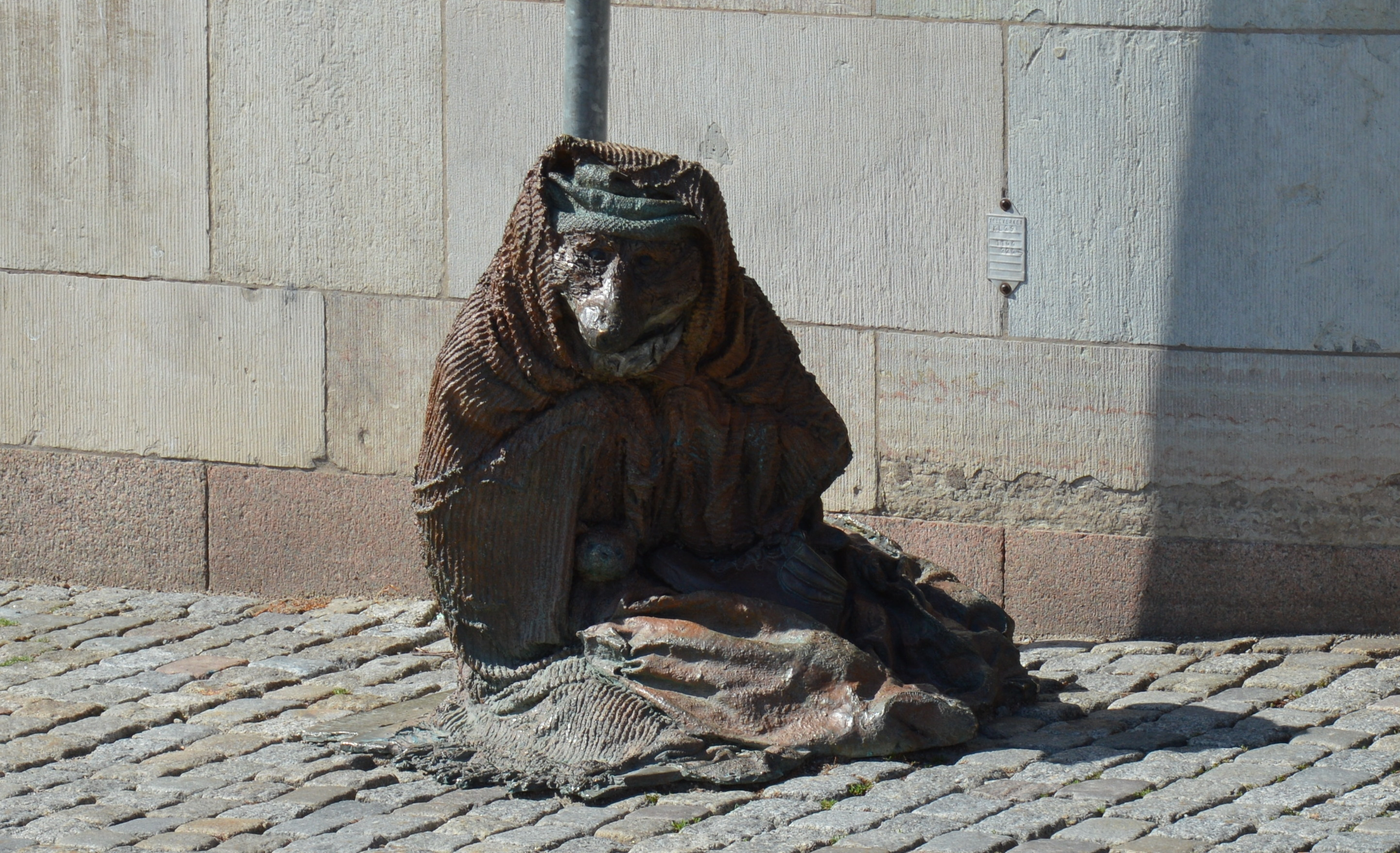
Hemlös räv

Hemlös räv (deutsch: Heimatloser Fuchs) ist der Name einer Skulptur im Stockholmer Stadtteil Norrmalm in Schweden.

## Lage
Die Skulptur befindet sich vor dem Haus Strömgatan 22, an der Ecke zur Drottninggatan im Süden Norrmalms unmittelbar nördlich der Riksbron nach Gamla Stan.

## Architektur und Geschichte
Die kleine Bronzeskulptur wurde im Jahr 2007 von Laura Ford geschaffen. Die Skulptur stellt einen Fuchs dar, der in Gestalt eines Obdachlosen bettelt. Er hält dabei sich und ein junges Tier mit einer braunen Decke warm. Die Skulptur wurde 2008 von der städtischen Kunstsammlung Stockholms angeschafft und nach einer öffentlichen Abstimmung über den Aufstellungsort im Jahr 2009 am jetzigen Standort aufgestellt.